# S.O.S. Titanic!
Az S.O.S. Titanic! Dékány András 1967-ben megjelent regénye, mely az RMS Titanic elsüllyedéséről szól.

## Cselekmény
A regény az óceánjáró másodtávírásza, Harold Bride, és egy Jan nevű kisfiú történetén keresztül meséli el a Titanic elsüllyedését.

### Fejezetek
1. Így kezdődött
2. A hajó
3. Tisztek, utasok és az indulás
4. Az óceánon
5. Vigyázz, jégveszély!
6. A jéghegy
7. Tragédia
8. S.O.S. Titanic!
9. Csend az óceánon